# Tassiloa
Tassiloa is een geslacht van korstmossen behorend tot de familie Teloschistaceae. De typesoort is Tassiloa digitaurea.

## Soorten
Volgens Index Fungorum telt het geslacht twee soorten (peildatum maart 2022):
| Soortnaam           | Auteur(s)                                                                                        | Publicatiejaar |
| ------------------- | ------------------------------------------------------------------------------------------------ | -------------- |
| Tassiloa digitaurea | (Søgaard, Søchting & Sancho) S.Y. Kondr., Kärnefelt, A. Thell, Elix, Jung Kim, A.S. Kondr. & Hur | 2015           |
| Tassiloa wetmorei   | (Nimis, Poelt & Tretiach) S.Y. Kondr., Kärnefelt, A. Thell, Elix, Jung Kim, A.S. Kondr. & Hur    | 2015           |